# Real Sociedade da Tailândia
A Real Sociedade da Tailândia (em inglês: Royal Society of Thailand; em tailandês: ราชบัณฑิตยสภา), anteriormente conhecida como a Royal Society of Siam, é a acadêmia nacional da Tailândia encarregada de trabalhos acadêmicos do governo.
O secretariado da sociedade é o escritório da Royal Society da Tailândia, anteriormente conhecido como o Instituto Real da Tailândia (em tailandês: ราชบัณฑิตยสถาน). O escritório é uma organização independente do departamento do Poder Executivo da Tailândia e não está sujeito a qualquer outra agência.
A Royal Society of Siam foi estabelecida em 19 de abril de 1926 e foi dissolvida em 31 de março de 1934. A sociedade dissolvida foi dividida em Instituto Real da Tailândia e em Departamento da Tailândia de Belas Artes. Em 14 de fevereiro de 2015, o Instituto Real da Tailândia foi reorganizado. Seu Conselho de Administração se tornou a Sociedade Real da Tailândia, enquanto o próprio instituto tornou-se o escritório da sociedade.
De acordo com a atual estrutura, os membros da Sociedade Real da Tailândia são de três tipos: Companheiros associados, companheiros e companheiros honorários. Os companheiros associados são especialistas escolhidos e nomeados pela sociedade. Os bolsistas são bolsistas associados selecionados pela sociedade e nomeados pelo monarca após parecer do primeiro-ministro. E os companheiros honorários são especialistas proeminentes selecionados pela sociedade e nomeados na mesma maneira que os companheiros.
A sociedade é amplamente conhecida por seus papéis oficiais no planejamento e regulação do idioma tailandês, bem como as suas muitas publicações, particularmente o dicionário do Instituto Real dicionário, o oficial e prescritivo dicionário da língua tailandesa e o sistema geral real de transcrição de tailandês.

## História
Em 19 de abril de 1926, a Royal Society of Siam foi estabelecida pelo rei Prajadhipok. A sociedade foi posteriormente dissolvida em 31 de março de 1934 e suas divisões foram incorporadas a outras duas novas agências. As divisões acadêmicas tornaram-se o Instituto Real da Tailândia. As divisões arqueológicas tornaram-se o Departamento de Tailândia de Belas Artes.
De acordo com a Lei sobre o Instituto Real de 1934, que entrou em vigor em 24 de Abril de 1934, o instituto foi uma pessoa colectiva patrocinada pelo governo e o primeiro-ministro estava no comando do instituto. O ato deu ao instituto três funções principais: a de conduzir pesquisas em todos os campos e publicar os resultados para o bem comum da nação, a troca de conhecimentos com os órgãos acadêmicos estrangeiros e a obtenção de opiniões acadêmicas para o governo e órgãos públicos. Sob o ato, os membros do instituto foram selecionados pelo próprio instituto e foram nomeados pelo monarca após a aprovação do gabinete e da Câmara dos Representantes.
Em 1 de abril de 1942, o Royal Institute Act, 1942 entrou em vigor. O ato mudou o status do instituto a partir de uma pessoa colectiva para uma organização pública e autorizou o primeiro-ministro a comandar diretamente o instituto. O ato também modificou o método de seleção dos membros do instituto. Os membros foram selecionados e nomeados pelo primeiro-ministro e aprovados pelo monarca.
Em 31 de dezembro de 1944, o Royal Institute Act (No. 2), 1944 entrou em operação. Novamente modificou-se o status do instituto e o método de seleção de seus membros. O instituto tornou-se um departamento independente comandado pelo primeiro-ministro e os seus membros foram selecionados pelo próprio instituto e foram nomeados pelo monarca após parecer do primeiro-ministro. Em 12 de março de 1952, a Administrative Reorganisation Act, 1952 tornou-se operacional. Mudou o comandante do instituto do primeiro-ministro ao ministro da Cultura. Em 1 de setembro de 1958, a Administrative Reorganisation Act (No. 6), 1958 entrou em vigor, alterando o comandante do instituto do ministro da Cultura ao ministro da Educação.
Em 29 de Setembro de 1972, o Marechal de Campo thanom kittikachorn, líder da junta do chamado Conselho Revolucionário, emitiu o anúncio Conselho Revolucionário No. 216 que mais uma vez modificava o estado do instituto. Segundo o anúncio, o instituto mudou seu status de um departamento independente para um departamento do governo que não foi objecto de qualquer outra agência e era comandado pelo ministro da educação.
Em 13 de novembro de 2001, o Royal Institute Act, 2001 entrou em operação. Sob o ato, o instituto era um departamento do governo que não foi objecto de qualquer outra agência. O ato também melhorou a estrutura do instituto e aumentou as suas missões.
Em 14 de fevereiro de 2015, o Royal Society Act, 2015 entrou em vigor e reorganizou o instituto. Sob o ato, o conselho de administração do instituto, então conhecido como Conselho de Fellows (สภาราชบัณฑิต), tornou-se a Royal Society e o instituto tornou-se o secretariado da sociedade, conhecido como o escritório da Royal Society. O ato concedeu muitos novos poderes para o escritório, incluindo os poderes para gerir os seus próprios orçamentos, para proporcionar formação avançada em todos os campos da sociedade e conferir certificados sobre os formandos. Um fundo de previdência para os membros da sociedade também foi estabelecido pelo ato. Muitos dos companheiros se opuseram à mudança de nome do instituto, porque nenhuma audiência pública sobre o assunto foi realizada.